# Parc Meissonier

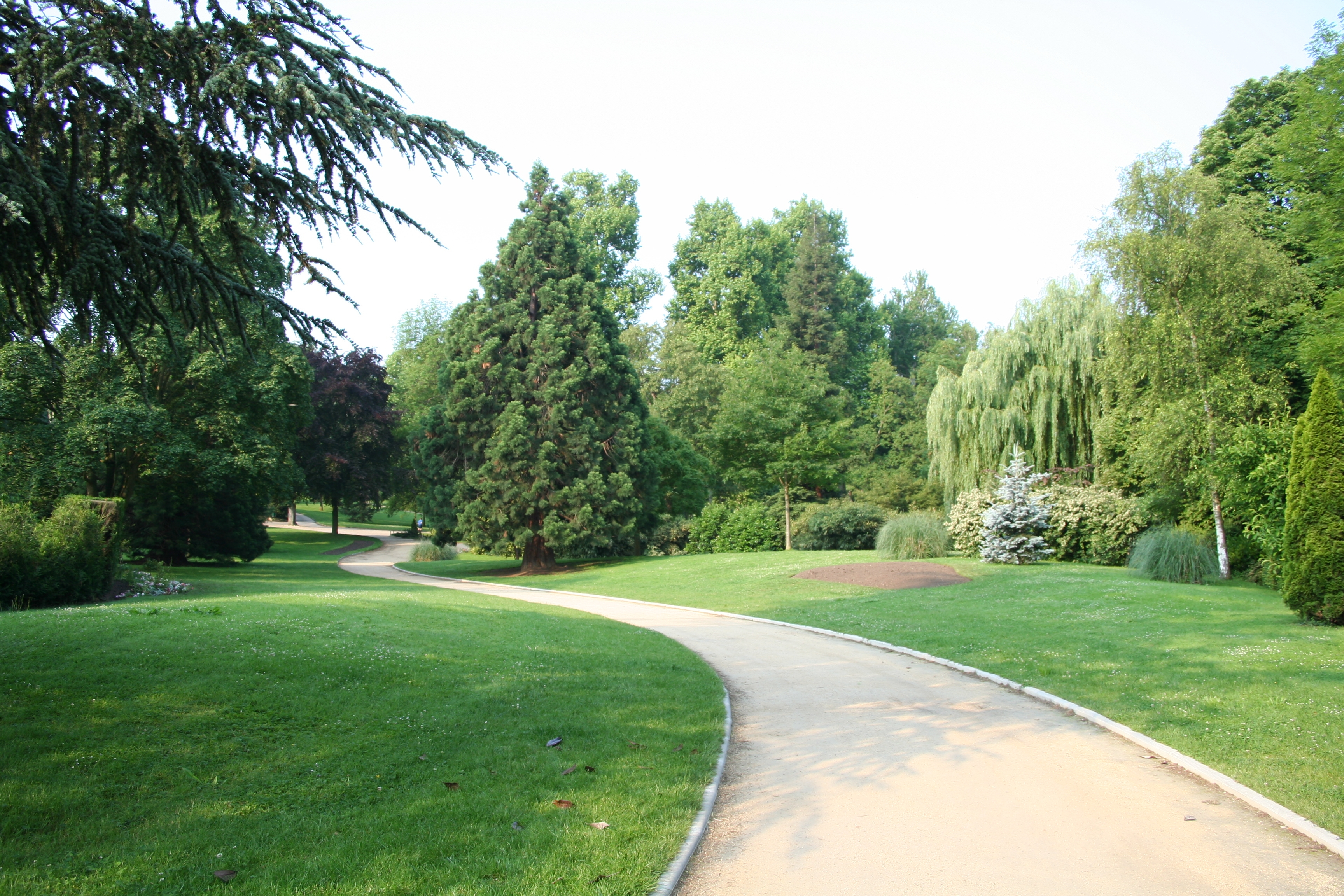
Le parc Meissonier

Le parc Meissonier est un jardin public situé à Poissy dans les Yvelines. Il doit son nom au peintre Ernest Meissonier, maire de la ville en 1878, qui n'en fut cependant jamais propriétaire.  Il résida dans une maison située dans l'enclos de l'Abbaye qui jouxte ce jardin.
Il s'agit d'un jardin aménagé à l'anglaise de douze hectares, comportant une pièce d'eau importante, de nombreux arbres remarquables ainsi qu'une roseraie. Il est proche du centre-ville, longe au nord l'avenue du Bon Roi Saint-Louis, dans laquelle donne l'entrée principale, et s'étend vers le sud jusqu'à l'avenue Blanche de Castille. Vers le centre-ville il jouxte l'enclos de l'Abbaye et du côté opposé vers l'ouest, il jouxte le parc de Villard.
Il accueille en son sein depuis 2020 la Maison de Fer.

## Histoire
Ce jardin est l'ancien domaine de l'ancienne Abbaye des Dominicaines qui a disparu à la suite de la Révolution. Il fut au XIXe siècle la propriété d'Ernest Meissonier. Il a été donné à la ville en 1952.
La pièce d'eau, bordée notamment de cyprès chauves et de platanes, est l'ancien vivier qui fournissait en poissons la cuisine du prieuré. Elle est alimentée par cinq sources dont une pièce d'eau servant de lavoir aujourd'hui située dans une propriété privée. Le ruisseau présent dans le parc, dont le tracé actuel n'est pas le tracé originel, sert à l'évacuation de l'eau vers la Seine.
Près de ce même ruisseau se trouve une fontaine, copie de la sculpture les Trois Grâces du monument du cœur d'Henri II de Germain Pilon.
En 1910, durant la crue de la Seine, les eaux usées de la ville sont rejetées dans l'étang débordant sur sept hectares.
En 1980, une statue du peintre, venant des réserves du Louvre et due au sculpteur Antonin Mercié, a été installée à l'entrée du parc donnant sur l'avenue du Bon Roi Saint-Louis.
Le parc a connu de nombreux changements, ainsi une grotte avec une entrée de 8 à 10 mètres était présente dans le fond du parc, les serres municipales ont remplacé des courts de tennis.
L'espace du théâtre de verdure situé sur les hauteurs du parc était un terrain nivelé destiné à la construction d'une maison pour Francis Courant, ruiné et aveugle, sa maison ne sera jamais achevée.
L'arbre le plus ancien est un cèdre du Liban, dont la plantation est estimé à 1740.
La ville de Poissy a l'intention de rebâtir la maison de fer Danly sur le terrain du théâtre de verdure.
En mai 2017, le conseil municipal vote la modification du plan local d'urbanisme (PLU) de la ville pour permettre la reconstruction de l'édifice dans le parc Meissonier à l'horizon 2020.
Une quinzaine d'arbres sont abattus à partir du 17 septembre 2018 près des cheminements,  à la suite d'une étude sanitaire détectant des maladies, une soixantaine d'autres devraient être également abattus durant l'hiver de cette même année.
En septembre 2020, une étude menée par le cabinet François Grether propose l'extension du parc Meissonier et l'aménagement d'une nouvelle entrée sur une parcelle du lycée Le Corbusier vers le quartier de Beauregard.

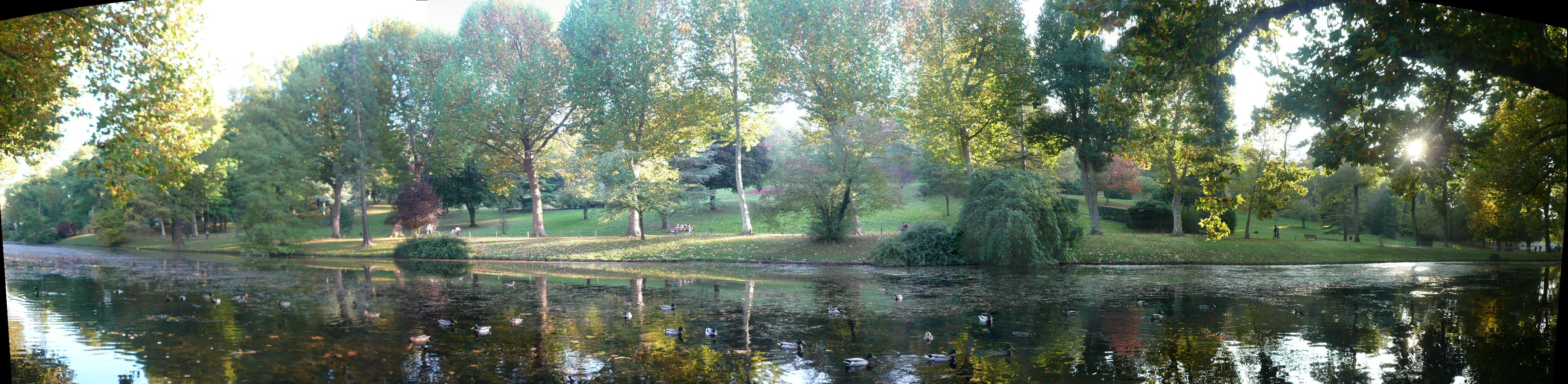
Panorama pièce d'eau au parc Meissonier

## Galerie

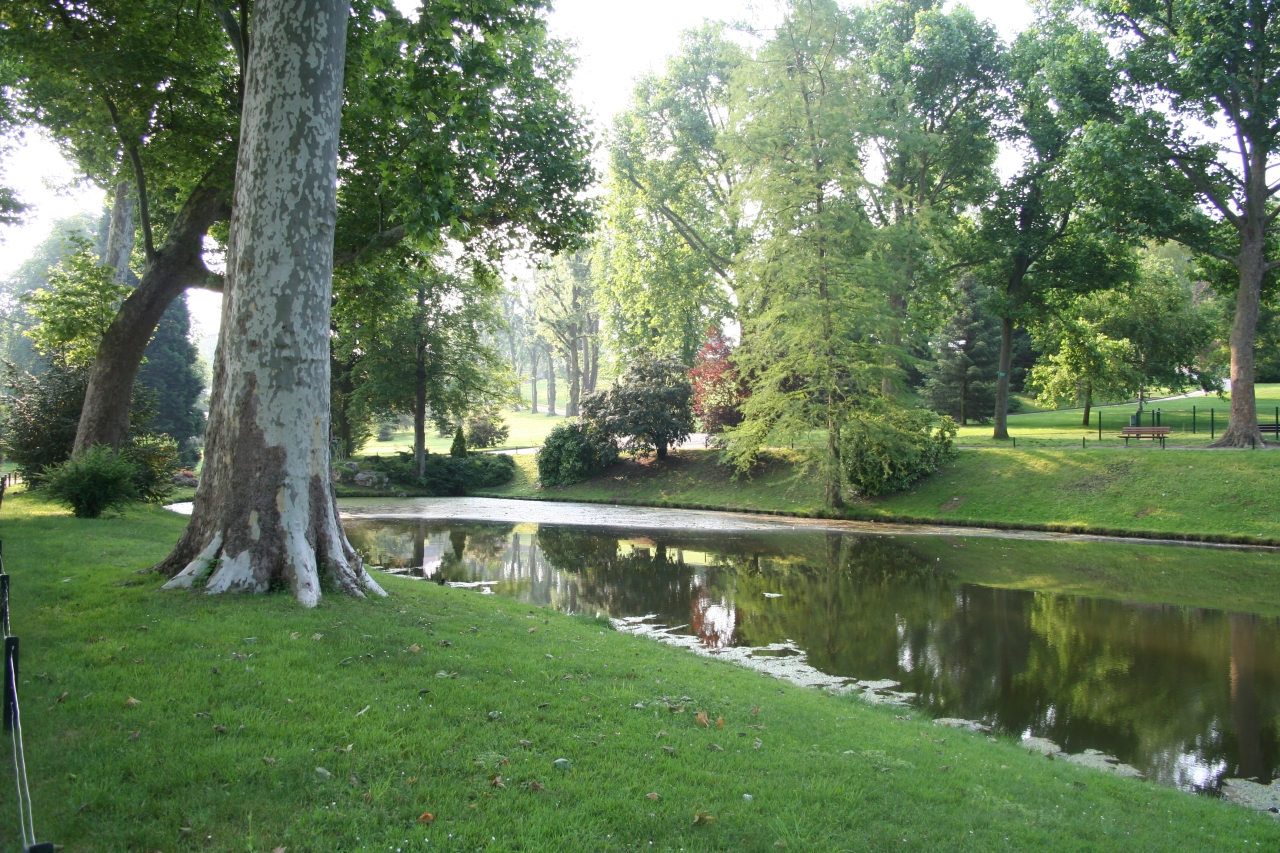
La pièce d'eau
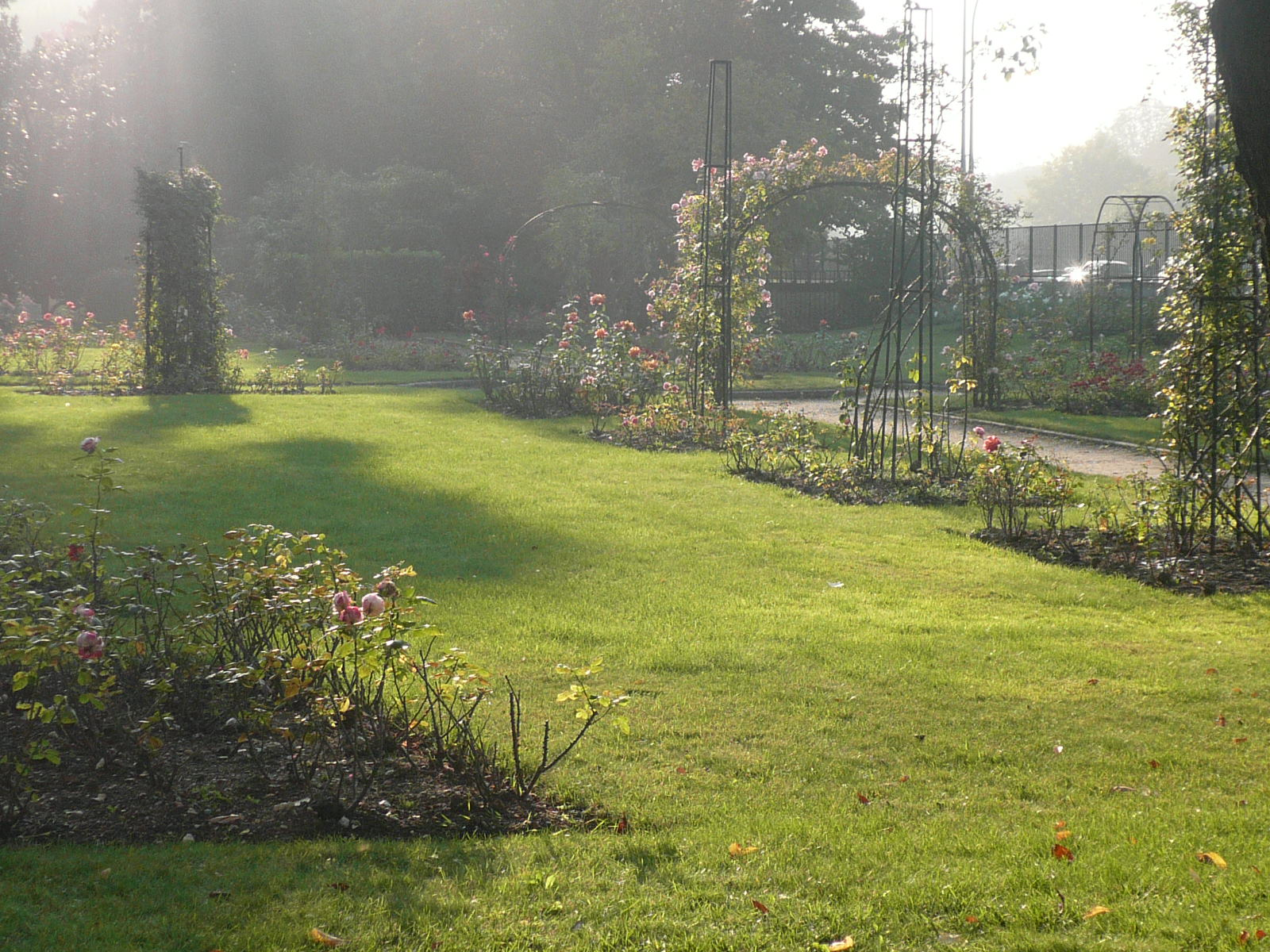
Roseraie au parc Meissonier
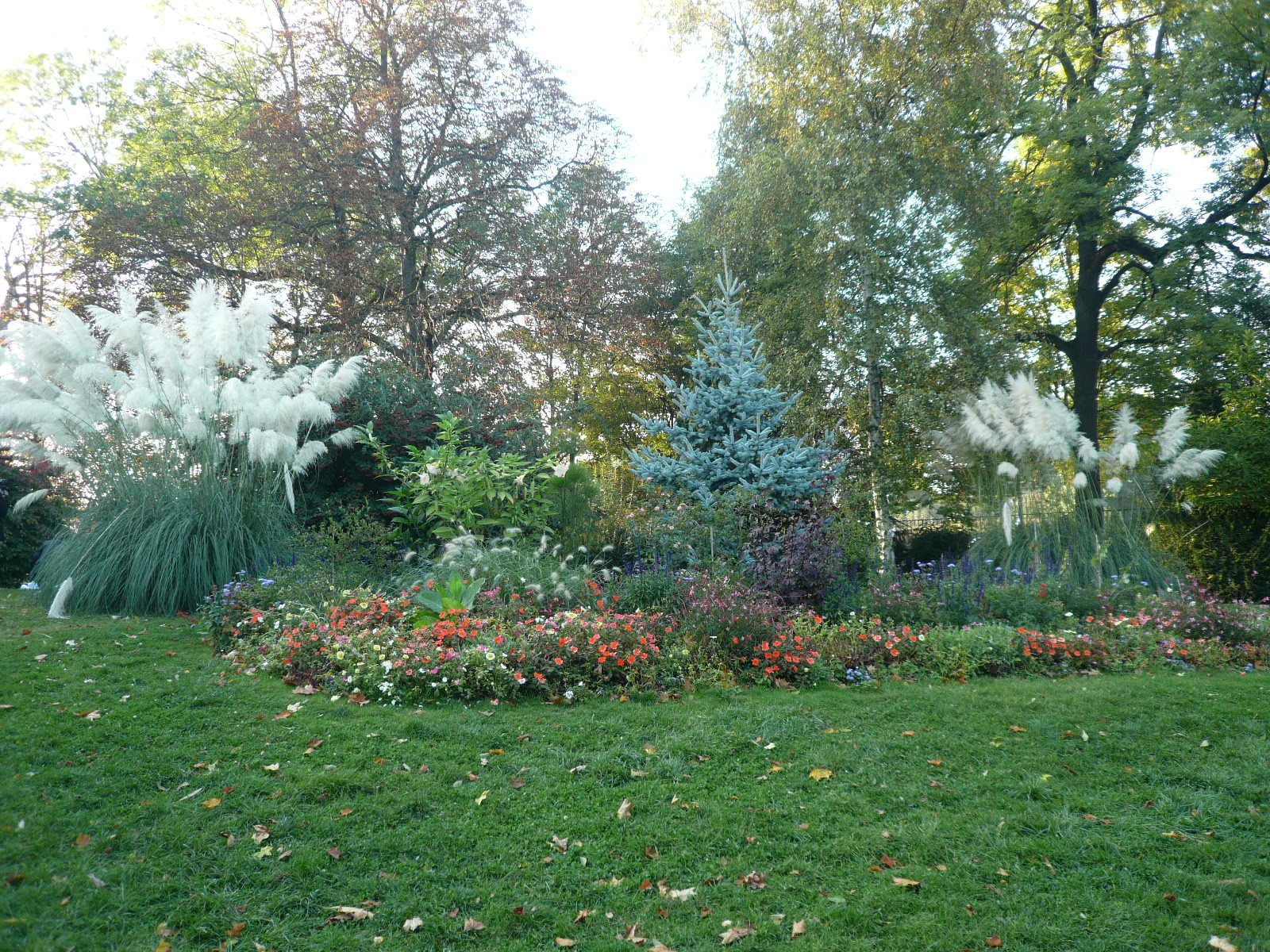
Ensemble floral au parc Meissonier
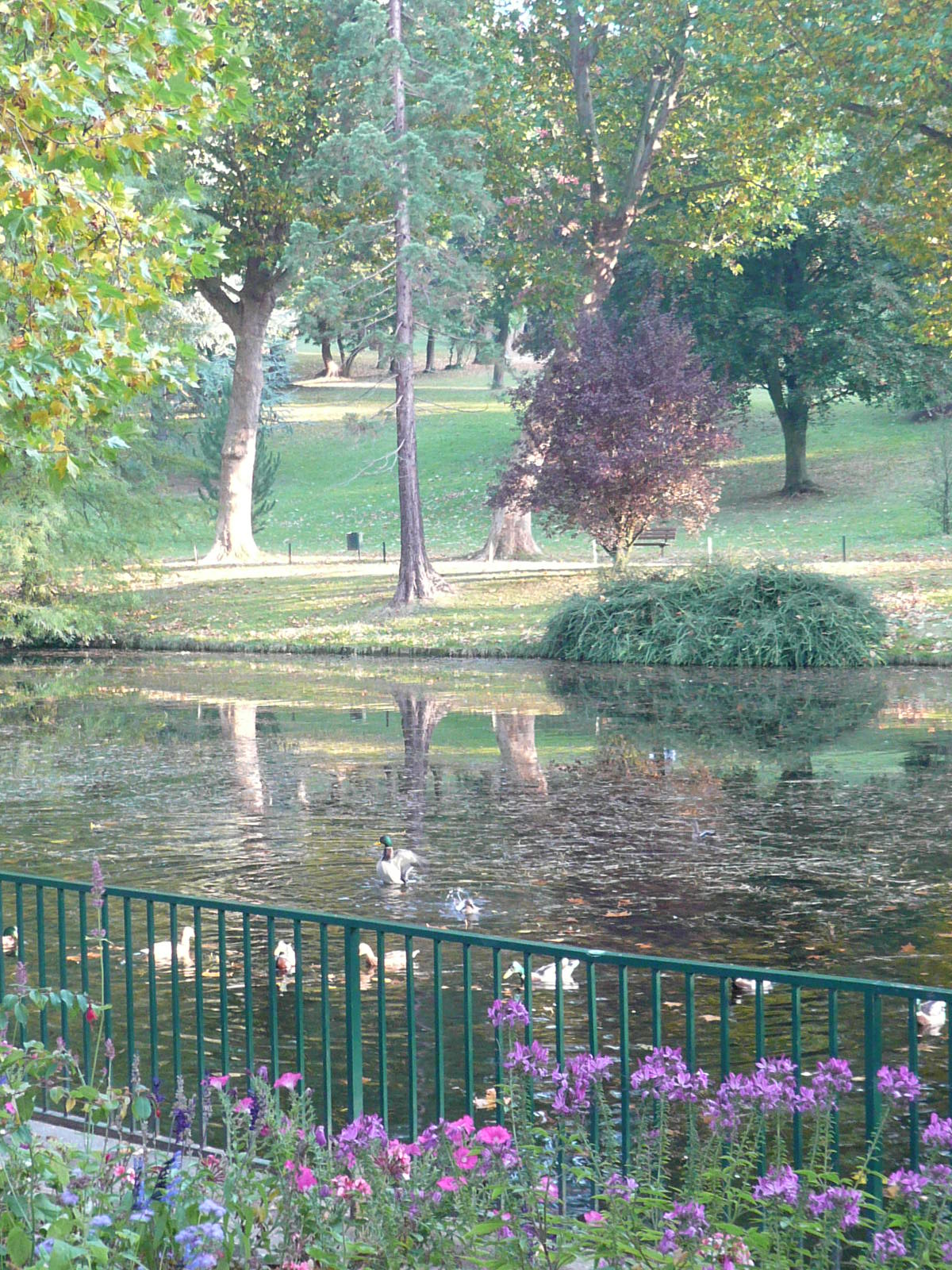
Faune et flore au parc Meissonier
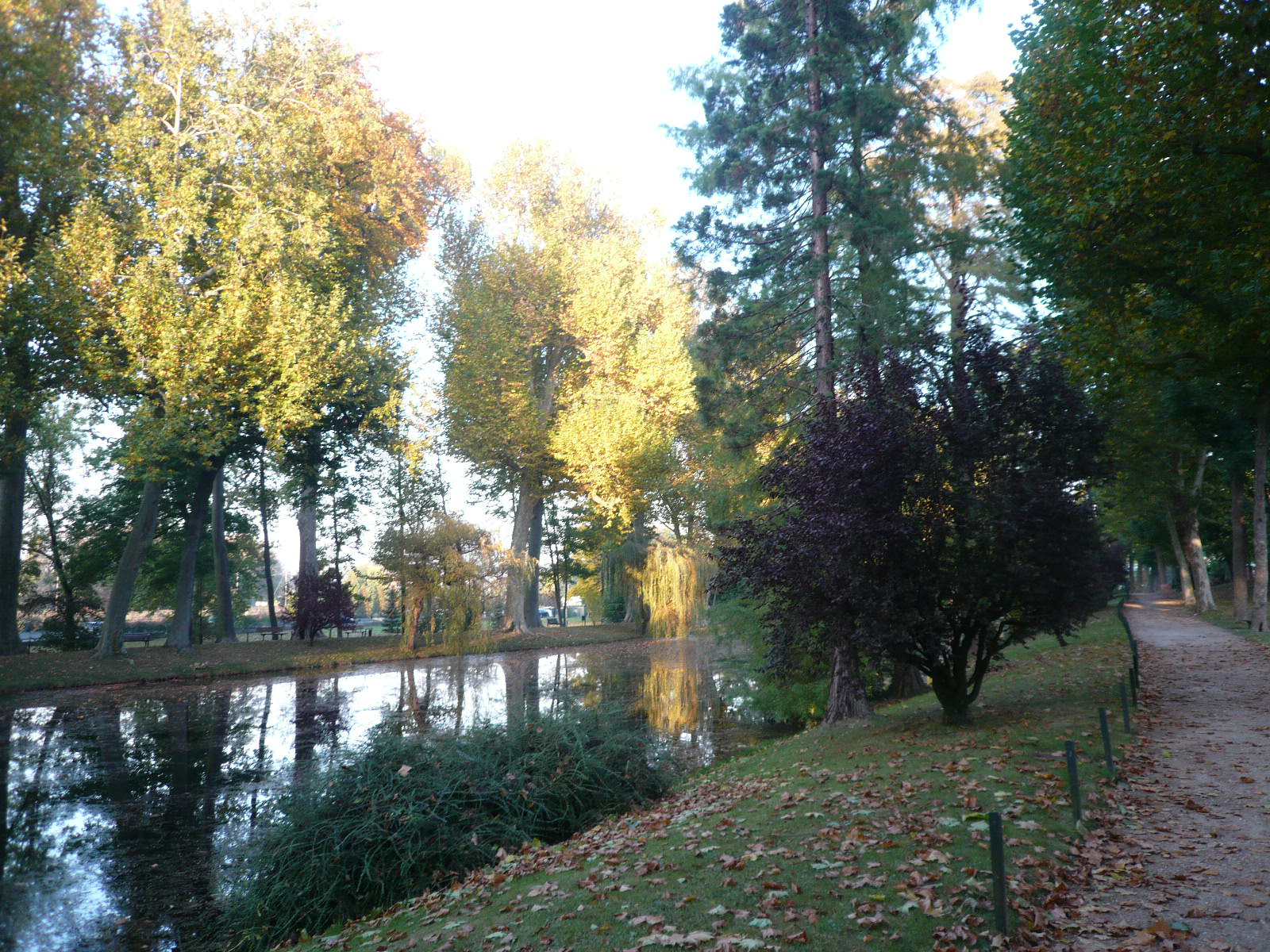
Pièce d'eau, cyprès chauves et allée du parc Meissonier
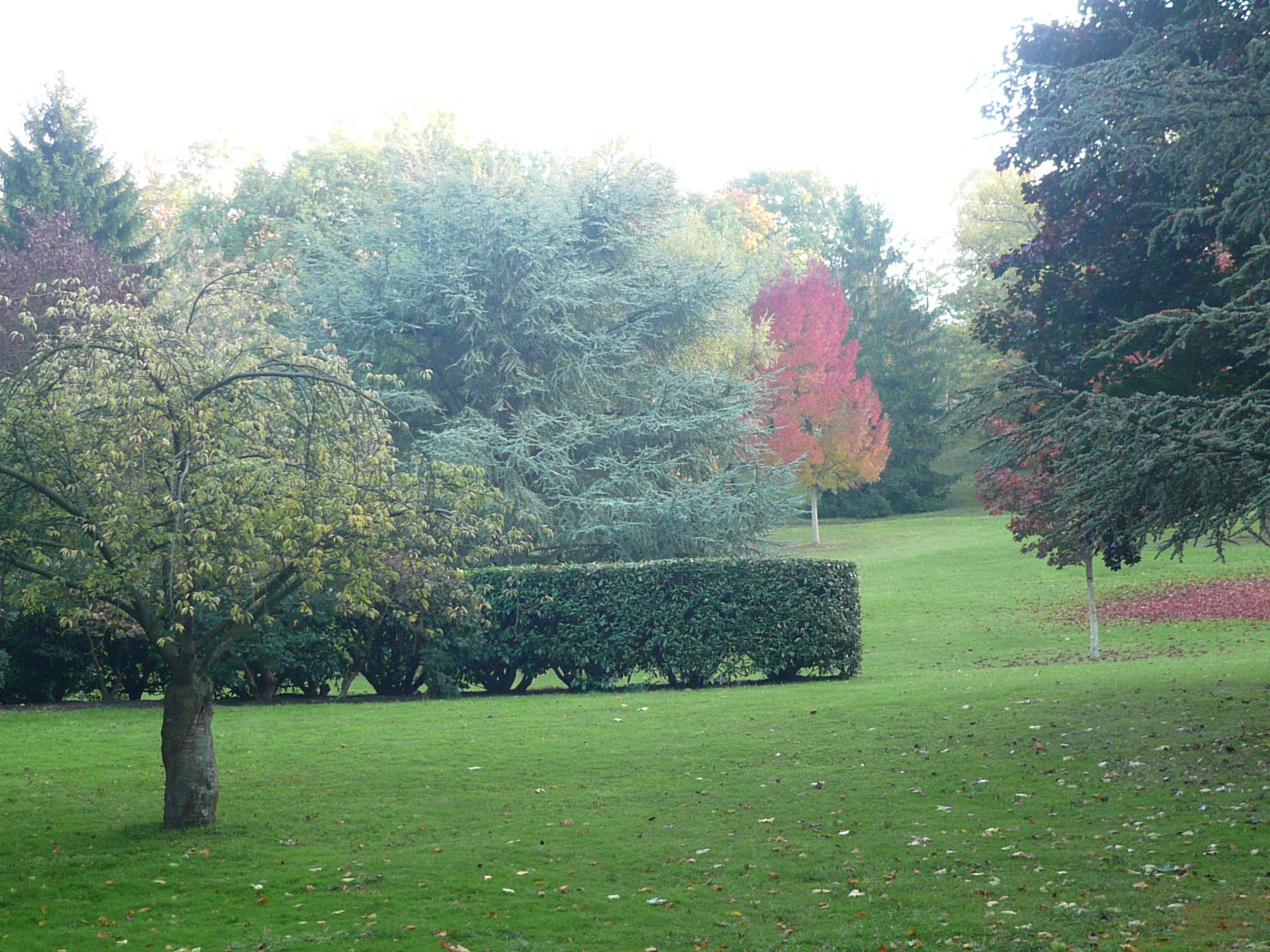
Couleurs d'automne au parc Meissonier
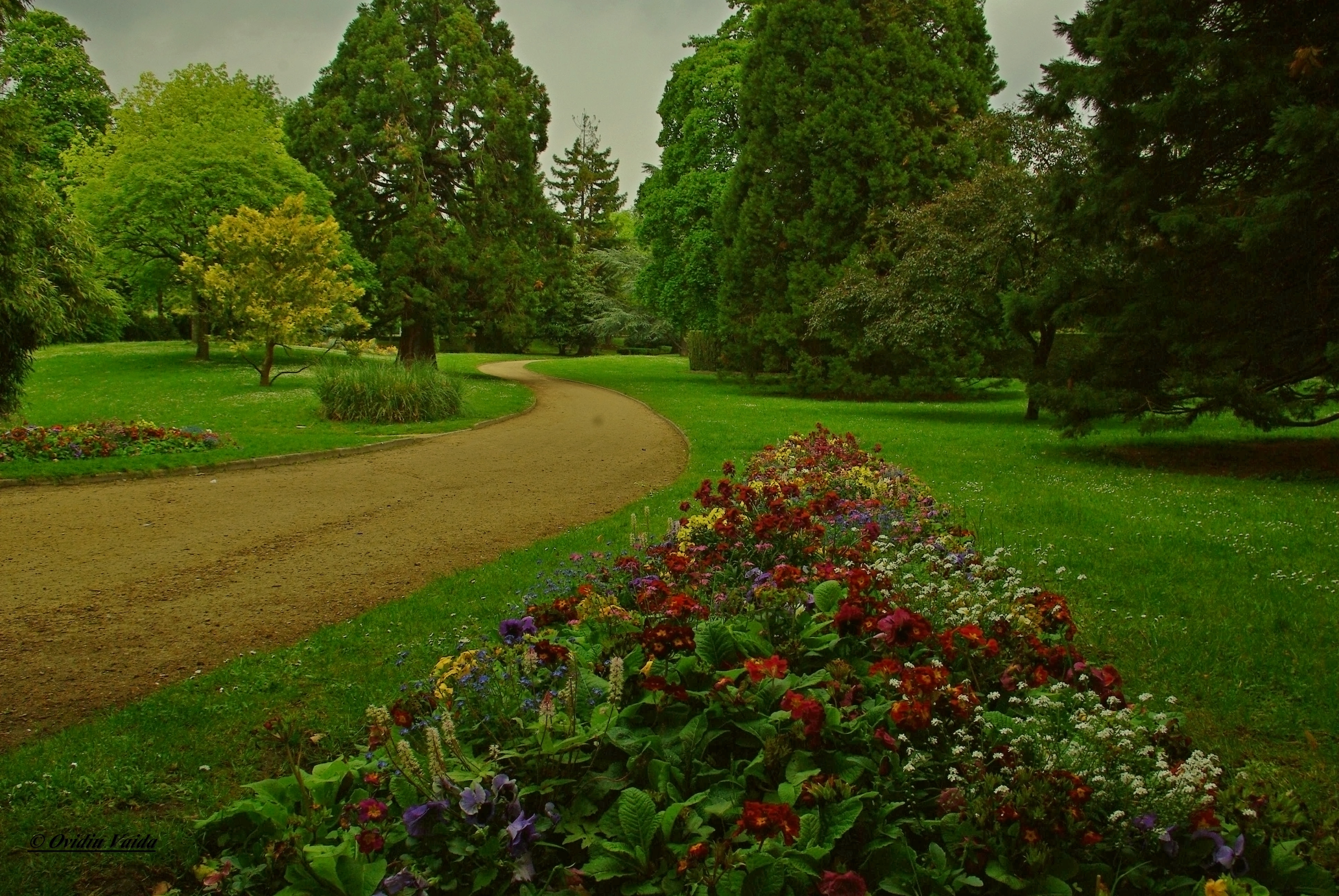